# Kalvöns naturreservat
Kalvön är ett naturreservat i Bokenäs socken i Uddevalla kommun i Bohuslän.
Reservatet består av en ö, Kalvön, som ligger i Kalvöfjorden mellan Orust och Bokenäset, 20 km sydväst om Uddevalla. Området är 129 hektar stort och avsattes som skyddat område 1968.
Områdets natur kännetecknas av barrskogsklädda höjder och hällmarker med insprängda betesängar och sänkor, goda badvikar samt flera skyddade, naturliga småbåtshamnar.
Ön är kraftigt kuperad och nästan helt skogklädd med gran och martall. I den gamla orörda granskogen gynnas både örtfloran och fågellivet.
Ön har bebotts och brukats av människor under 8500 år. Där finns spår i form av fornlämningar och övriga kulturlämningar som till exempel torpmiljöer och gamla åkerytor.
En gångbro förbinder ön med Orreviksnäset. År 2010 antog länsstyrelsen en ny skötselplan för Kalvön. Bland annat ska betesmarker och strandängar återställas och en ny spång byggas över sundet.
Naturreservatet förvaltas av Västkuststiftelsen.